# Paolo Cozzi
Paolo Cozzi (Milano, 26 maggio 1980) è un ex pallavolista italiano, di ruolo centrale.

## Carriera
Cresciuto nelle file del Vittorio Veneto Milano, in C e B2, esordì nelle file della Gonzaga, che confluì successivamente nell'Asystel; visse l'intera epopea della squadra biancorossa, ottenendo la promozione in Serie A1 nel campionato 1999-2000, disputando la finale scudetto l'anno successivo e rimanendovi fino al 2003, anno in cui l'Asystel si fuse con la Copra Piacenza e Cozzi fu ingaggiato dalla Kerakoll Modena, club con cui vinse una Coppa CEV nel 2004.
Dopo Modena vestì le maglie di BreBanca Lannutti Cuneo, con cui vinse la Coppa Italia 2005-06, e Piacenza, con cui disputò due finali scudetto. Il suo esordio in Nazionale risale all'11 maggio 2001, a Palermo (Italia-Argentina 3-0); con gli azzurri ha vinto due Europei e l'argento ai Giochi olimpici di Atene, nel 2004.
Dopo aver giocato la stagione 2008-09 con la Tonno Callipo Vibo Valentia, ha giocato in Puglia con la Prisma Taranto e la BCC N.E.P. Castellana Grotte nella stagione 2011-2012 è passato all'Umbria Volley San Giustino.
Dopo dodici anni di serie A1, mette la sua esperienza al servizio del Volley Milano - Vero Volley Monza, tornando così a vestire i colori della sua città e che contribuisce a riportare nella massima serie.  Termina nella stagione 2013-2014 la sua carriera di atleta per problemi fisici alla schiena che lo hanno accompagnato nel corso di tutta la carriera.
Apre quindi un negozio tutto dedicato alla pallavolo a Milano in Via Piero della Francesca 58 chiamato PrimoTempoSport che diventa ben presto punto di riferimento per tutti i pallavolisti milanesi e non solo.
Dalla stagione 2018-2019 è tornato a vestire la maglia numero 5 della sua società di origine, il Vittorio Veneto Milano che partecipa al campionato nazionale di Serie B.

## Palmarès

### Club
- Coppa CEV: 1

2003-2004
- Coppa Italia: 1

2005-2006

### Nazionale (competizioni minori)
- Giochi del Mediterraneo 2001